# Biała (osada w powiecie bytowskim)
Biała – osada w Polsce, w województwie pomorskim, w powiecie bytowskim, w gminie Miastko.